# Hilaria mutica
Pleuraphis mutica là một loài thực vật có hoa trong họ Hòa thảo. Loài này được (Buckley) Benth. mô tả khoa học đầu tiên năm 1881.